# 허남성
허남성(1975년 7월 8일 ~)은 대한민국의 배우이다.

## 학력
- 중앙대학교 연극학과

## 출연 작품

### 영화
- 《설계》 (2014년) - 성진 역
- 《저스트 프렌즈》 (2012년) - 은지 남자친구 역
- 《령》 (2004년) - 의료진 2 역
- 《팁》 (1988년)

### 드라마
- 《드라마의 제왕》 (2012년, SBS)
- 《대왕의 꿈》 (2012년, KBS1)
- 《해운대 연인들》 (2012년, KBS2)
- 《KBS 드라마 스페셜 연작 시리즈 - 국회의원 정치성 실종사건》 (2012년, KBS2) - 승우 역
- 《사랑도 돈이 되나요》 (2012년, MBN)
- 《빛과 그림자》 (2011년, MBC)
- 《도망자 플랜 B》 (2010년, KBS2)
- 《스파크》 (2009년, EBC)
- 《노란 손수건》 (2003년, KBS1)
- 《동양극장》 (2001년, KBS2) - 김정호 역

### 연극
- 《바다를 향하는 사람들》
- 《박무근 일가》
- 《미스줄》
- 《햄릿》
- 《천국에서 왔다는 사나이》
- 《랜덤피플》